# Chauz-Chanská přehradní nádrž
Chauz-Chanská přehradní nádrž je nálevná vodní nádrž na území provincie Mary v Turkmenistánu jihozápadně od města Mary. Vodní nádrž má rozlohu 136 km². Je 22 km dlouhá a maximálně 18 km široká. Průměrná hloubka je 3,4 m a maximální 10 m. Má objem 0,46 km³.

## Vodní režim
Nachází se v pobřežním pásmu Karakumského kanálu a byla naplněna v letech 1962-66 jako nálevná vodní nádrž vodou z něj. Úroveň hladiny kolísá v rozsahu 6 m.

## Využití
Reguluje sezónní kolísání průtoku kanálem. Slouží také k zavlažování.